# Bệnh viện Quân y 354 (Tổng cục Hậu cần)
Bệnh viện Quân y 354 là bệnh viện đa khoa thuộc Tổng cục hậu cần Quân đội nhân dân Việt Nam. Bệnh viện được thành lập ngày 27 tháng 5 năm 1949 tại Đại Từ, Thái Nguyên với tiền thân là Quân y xá Trần Quốc Toản.

## Lịch sử hình thành
- Bệnh viện Quân y 354 tiền thân là Quân y xá Trần Quốc Toản (còn gọi là Quân y viện Trung ương), được thành lập theo Nghị định 82/NĐ, ngày 27/5/1949 của Bộ Quốc phòng Tổng Tư lệnh.
- Ngày 03/7/1949 Bộ Quốc phòng Tổng Tư lệnh đã quyết định đổi tên Quân y xá Trần Quốc Toản thành Quân y xá Phó Đức Thực.
- Tháng 10/1954, đơn vị chuyển về Hà Nội, được đổi tên là Quân y xá Trung đoàn 354 (thường gọi là Quân y xá 354, có khi gọi là Quân y 354).
- Từ năm 1954 đến năm 1965, tuy chưa có quyết định chính thức song Quân y xá đã từng bước phấn đấu tiến lên làm nhiệm vụ bệnh viện loại B trong điều kiện chưa hoàn chỉnh.
- Ngày 30/11/1974, Bộ Quốc phòng quyết định Quân y viện 354 thuộc Cục Quân y – Tổng cục Hậu cần.
- Ngày 01/01/1975 Viện Quân y 354 chính thức có Quyết định là Bệnh viện đa khoa loại B khu vực Hà Nội - Bệnh viện quân y 354.
- Bệnh viện 354 trực thuộc Tổng cục Hậu cần theo Quyết định số 118/2002/QĐ-BQP ngày 6/9/2002 và Quyết định số 146/QĐ-BQP ngày 11/10/2002 của Bộ Quốc phòng.
- Ngày 14/11/2013 Bộ Quốc phòng có Quyết định số 4488/QĐ-BQP công nhận xếp hạng 1 đối với Bệnh viện 354.
- Ngày 23/1/2014 Bệnh viện chính thức được đổi tên gọi thành Bệnh viện Quân y 354 (Tổng cục Hậu cần) theo Quyết định số 214/QĐ-BQP ngày 23/1/2014 của Bộ trưởng Bộ Quốc phòng[3].

## Nhiệm vụ
- Khám bệnh và điều trị cho các đối tượng: quân đội, gia đình quân nhân, bảo hiểm y tế và dịch vụ y tế.
- Tham gia công tác chỉ đạo tuyến đối với các đơn vị quân đội trên địa bàn Hà Nội theo sự phân công của Cục quân y.
- Nghiên cứu khoa học về y học và y học quân sự

## Tổ chức
| Ban giám đốc - Giám đốc: Đại tá Phạm Minh Đức - Chính uỷ: Đại tá Nguyễn Ngọc Du - Phó giám đốc kế hoạch: Thượng tá Hà Duy Dương - Phó giám đốc nội: Đại tá Vũ Hà Nga Sơn - Phó giám đốc ngoại: Đại tá Nguyễn Quốc Khánh - Phó Giám đốc Hậu cần - Quân sự: Thượng tá Nguyễn Khả Khuyến     | |
| Khối cơ quan - Ban Kế hoạch tổng hợp - Ban Chính trị - Ban Hậu cần - Ban Y tá điều dưỡng - Ban Tài chính - Ban Hành chính - Ban Quản lý Nhà tang lễ | Khối Ngoại - Khoa Ngoại chấn thương chỉnh hình B1 - Khoa Ngoại chung B3 - Khoa Gây mê hồi sức B5 - Khoa Mắt B7 - Khoa Răng - Hàm - Mặt B8 - Khoa Tai - Mũi - Họng B9 - Khoa Sản Phụ B11                            |
| Khối Nội - Khoa Nội cán bộ A1 - Khoa Tim - Thận - Khớp - Nội tiết và Hô hấp A2 - Khoa Tiêu hóa và bệnh máu A3 - Khoa Truyền nhiễm và Da liễu A4 - Khoa Ung bướu A6 - Khoa Thần kinh - Tâm thần A7 - Khoa Y học cổ truyền dân tộc A10 - Khoa Hồi sức cấp cứu A12 - Khoa Thận - Lọc máu A14 | Khối Cận lâm sàng - Khoa Khám bệnh - Khoa Cấp cứu ban đầu - Khoa Phục hồi chức năng - Khoa Xét nghiệm - Khoa Chẩn đoán hình ảnh - Chức năng - Khoa Chống nhiễm khuẩn - Khoa Dinh dưỡng - Khoa Trang bị - Khoa Dược |
| Các bộ phận được thành lập theo Quyết định của Giám đốc Bệnh viện - Bộ phận Công nghệ thông tin - Bộ phận Can thiệp mạch - Bộ phận Khám bệnh theo yêu cầu - Bộ phận Lễ tân | |

## Thành tích
- Năm 2005 được Nhà nước phong tặng danh hiệu Anh hùng lực lượng vũ trang nhân dân trong thời kỳ Đổi mới.
- Năm 2010 được Nhà nước phong tặng danh hiệu Anh hùng lực lượng vũ trang nhân dân trong thời kỳ chống Pháp.
- Huân chương Bảo vệ Tổ quốc hạng Ba (2014)
- 02 Huân chương chiến công hạng nhì: 1959, 1980.
- 03 Huân chương chiến công hạng ba: 1970, 1988, 1994.
- 01 Huân chương Quân công hạng nhì: 1984.
- 02 Huân chương Quân công hạng nhất: 1999, 2009.

## Giám đốc qua các thời kỳ
- Phó Đức Thực, Quân y xá trưởng Trần Quốc Toản
- Nguyễn Hữu Lộc, Quân y xá trưởng Trần Quốc Toản
- Trần Văn Hiến, Quân y xá trưởng 354
- Phạm Cự, Quân y xá trưởng 354
- Vũ Thuận, Quân y xá trưởng 354
- Nguyễn Đăng Tường, Quân y xá trưởng 354
- Trịnh Văn Khiêm, Trưởng phòng quân y Bộ Quốc phòng – kiêm Viện trưởng
- 1962-1974, Trần Văn Hiến, Trưởng phòng quân y Bộ Quốc phòng – kiêm Viện trưởng
- Trần Văn Hiến, Viện trưởng Viện Quân y 354
- Đặng Quốc Tuyên, Viện trưởng Viện Quân y 354
- Đặng Phì, Viện trưởng Viện Quân y 354
- Lê Duy Thức, Viện trưởng Viện Quân y 354
- Nhạc Lai, Viện trưởng Viện Quân y 354
- 1995-2006, Nhạc Lai, Giám đốc Bệnh viện 354
- 2006-2009, Vũ Quốc Bình, Đại tá, Thiếu tướng (2011), sau này là Cục trưởng Cục Quân y (2010-2017)
- 2009-2018, Chu Xuân Anh, Đại tá
- 2018-nay, Phạm Minh Đức, Đại tá

## Chính ủy qua các thời kỳ
- Lê Cơ, Chính trị viên Quân y xá 354
- Triệu Quang Vi, Chính trị viên Quân y xá 354
- Lê Văn Sắc, Chính trị viên Quân y xá 354
- Hà Huy Đức, Chính trị viên Viện Quân y 354
- Nguyễn Văn Đát, Chính trị viên Viện Quân y 354
- Hoàng Chấn Hùng, Chính trị viên Viện Quân y 354
- Bùi Đình Yêm, Chính trị viên Viện Quân y 354
- 1964-1974, Đặng Sung, Chính ủy Bệnh viện Quân y 354
- Nguyễn Đức Kính, Chính ủy Bệnh viện Quân y 354
- Nguyễn Văn Yên, Viện phó Chính trị
- Hoàng Chấn Hùng.Viện phó Chính trị
- Đặng Văn Trượng, Viện phó Chính trị
- Trần Xuân Bằng, Viện phó Chính trị
- Lê Dương Hùng, Viện phó Chính trị
- 1995-2004, Lê Dương Hùng, Phó Giám đốc Chính trị
- 2005-2008, Phùng Mạnh Tưởng, Đại tá, Chính ủy
- 2008-2014, Nguyễn Thuý Lan, Đại tá[4]
- 2014-nay, Nguyễn Ngọc Du, Đại tá